# Oroso
Oroso – gmina w Hiszpanii, w prowincji A Coruña, w Galicji, o powierzchni 72,59 km². W 2011 roku gmina liczyła 7328 mieszkańców.